# Trygve Gulbranssen
Trygve Emanuel Gulbranssen (Oslo, 15. srpnja 1894. – Eidsberg, 10. listopada 1962.), norveški pisac

## Životopis
Trgovac duhanom, sportski novinar. Nakon nacističke provale povlači se u selo i bavi poljodjelstvom. Prestaje se baviti književnim radom, živi na lovorikama. Njegova tri romana, tzv. "norveška trilogija", doživjela su neobično velik uspjeh, prevedena su na dvadeset i nekoliko jezika, a prodani su u više od 12 milijuna primjeraka. U Hrvatskoj se proslavio u prijevodu Josipa Tabaka, a prije toga je prevođen s njemačkog. Film je snimljen 1957.

## Djela
- 1933. Og bakom synger skogene (I vječno pjevaju šume)
- 1934. Det blåser fra Dauingfjell (Vjetar s planine)
- 1935. Ingen vei går utenom (Nema puta naokolo)